# 卡斯蒂利亚-拉曼恰联合左翼
卡斯蒂利亚-拉曼恰联合左翼（西班牙語：Izquierda Unida de Castilla-La Mancha，缩写为IU CLM）是西班牙左翼政党联盟联合左翼在卡斯蒂利亚-拉曼恰自治区的分支。它成立于1986年，主要成员是卡斯蒂利亚-拉曼恰共产党。它的政治立场是左翼。目前它的总部位于托莱多，总协调员是Juan Ramón Crespo Aguilar，有1800名党员。

## 协调员
- Cayo Lara Moya (2000-2008年)
- Daniel Martínez Sáez (2008-2016年)
- Juan Ramón Crespo Aguilar (2016年-)